# 塔木托格拉克乡 (新和县)
塔木托格拉克乡，是中华人民共和国新疆维吾尔自治区阿克苏地区新和县下辖的一个乡镇级行政单位。

## 行政区划
塔木托格拉克乡下辖以下地区：
阿克库木村、库英地艾日克村、乔拉克吐尔村、拜什托玛村、英也尔村、英艾日克村、兰干村、塔木托格拉克村、乔拉克协海尔村、卡尔东农场、屯固子巴什农场和种畜场。